# Spathanthus
Spathanthus é um género botânico pertencente à família Rapateaceae.

## Espécies
O género Spathanthus inclui duas espécies aceites:
- Spathanthus bicolor Ducke
- Spathanthus unilateralis (Rudge) Desv.